# Gosainganj
Gosainganj é uma cidade e uma nagar panchayat no distrito de Lucknow, no estado indiano de Uttar Pradesh.

## Geografia
Gosainganj está localizada a 26° 35′ N, 82° 23′ L. Tem uma altitude média de 84 metros (275 pés).

## Demografia
Segundo o censo de 2001, Gosainganj tinha uma população de 8969 habitantes. Os indivíduos do sexo masculino constituem 53% da população e os do sexo feminino 47%. Gosainganj tem uma taxa de literacia de 51%, inferior à média nacional de 59.5%: a literacia no sexo masculino é de 55% e no sexo feminino é de 47%. Em Gosainganj, 15% da população está abaixo dos 6 anos de idade.